# 狭睾棘口吸虫
狭睾棘口吸虫（学名：Echinostoma angustitestis）为棘口科棘口属的动物。在中国大陆，分布于福建等地，营寄生生活，宿主家狗以及寄生于肠。该物种的模式产地在福建。

## 外部連結
- 寄生蟲學-Nematoda(線蟲)-Echinostoma spp.(棘口吸蟲) （页面存档备份，存于）